# سو لین (پاندایی در دهه ۱۹۳۰)

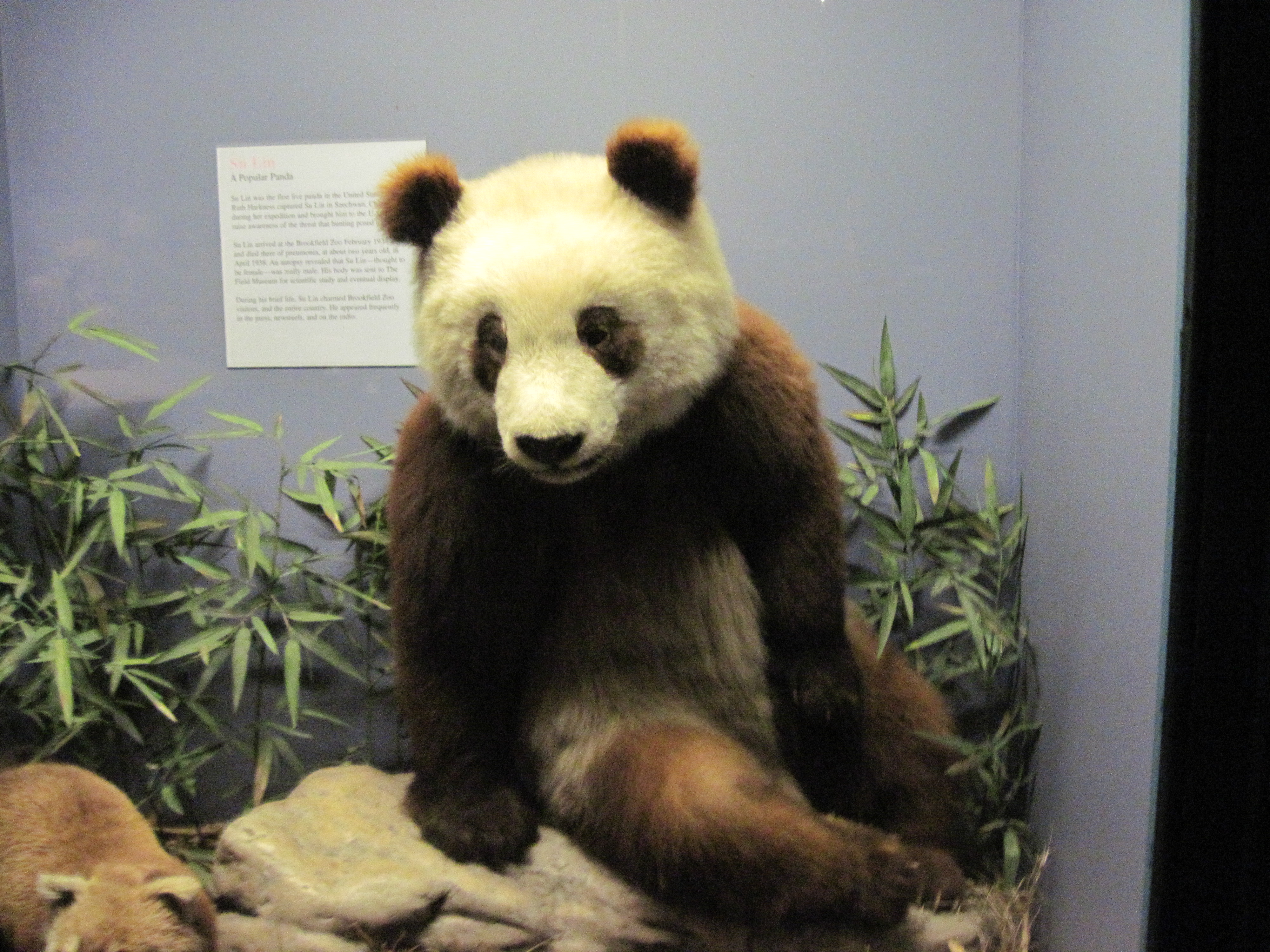
بدن تاکسیدرمی‌شدۀ سو لین اکنون در موزه تاریخ طبیعی فیلد در شیکاگو به نمایش گذاشته شده است.

سو لین نام توله پاندایی بود که در سال ۱۹۳۶ توسط روث هارکنس به آمریکا آورده شد.

## تاریخچه

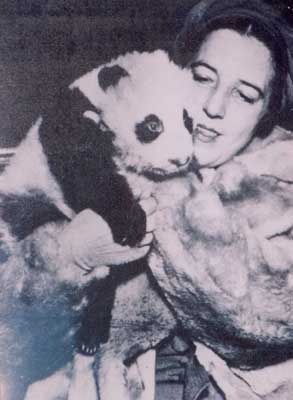
روت الیزابت هارکنس و سو لین

هارکنس در کتاب خود به نام بچه پاندا در سال ۱۹۳۸ اشاره کرد که گرفتن این پاندا در فاصله یک روز پیاده‌روی از رودخانه مین در سیچوان اتفاق افتاد. سو لین آن هنگام حدود ۹ هفته سن داشت، از نام سو-لین یانگ، خواهر شوهر کوئنتین یانگ، شریک اعزامی چینی-آمریکایی هارکنس نامگذاری شد. هارکنس و یانگ نمی‌دانستند که بچه پاندا در واقع نر است.
هارکنس با توله‌ای که با بطری تغذیه می‌شد به آمریکا بازگشت و سو لین اولین پاندای زنده‌ای بود که در ایالات متحده به نمایش درآمد. سو لین در آوریل ۱۹۳۷ توسط باغ وحش بروکفیلد در خارج از شیکاگو خریداری شد، جایی که افراد مشهوری مانند شرلی تمپل، کرمیت روزولت و هلن هیز از او دیدن کردند. هارکنس در فوریه ۱۹۳۸ یک پاندای دیگر به نام مئی-مئی را برای همراهی سو لین در باغ وحش آورد. با این حال، آن دو با یکدیگر دعوا کردند و خیلی زود از هم جدا شدند. سو لین تنها چند هفته پس از ورود مئی-مئی بر اثر ذات الریه درگذشت. سال بعد با مئی-لان جایگزین شد.